# Bothrops marmoratus
Bothrops marmoratus là một loài rắn trong họ Rắn lục. Loài này được Da Silva & Rodrigues mô tả khoa học đầu tiên năm 2008.
Đây là loài bản địa Brazil. Loài này chỉ sinh sống ở bang Goiás ở Brasil. 
Rắn là loài sống về đêm và thai sinh.